# Zilog Z280

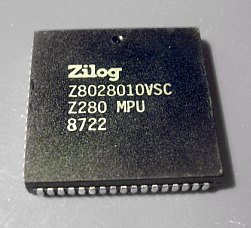
El Z280 con encapsulado PLCC68

El Zilog Z280 fue un microprocesador de 16 bits, una mejora de la microarquitectura del Zilog Z80, introducido en julio de 1987. Es básicamente el Z800, renombrado, con leves mejoras, como la fabricación en CMOS. Fue un fracaso comercial. Zilog agregó una unidad de gestión de memoria (MMU) para ampliar el espacio de direcciones a 16 MB, una característica para configuraciones de multitarea, multiprocesamiento y coprocesador, una caché de 256 bytes, y un enorme número de nuevas instrucciones y modos de direccionamiento (dando un total de más de 2000 combinaciones). Su reloj interno puede ser configurado para correr 1, 2 o 4 veces más rápido que el reloj externo (p.e., una CPU a 12MHz con un bus a 3 MHz). 
El Z280 tenía muchas características avanzadas para la época, la mayoría de las cuales no se volvieron a ver en un procesador Zilog:
- Caché de datos/instrucciones
- Segmentación
- Interfaz Z-BUS de 16 bits de alto rendimiento o bus de 8 bits compatible con el Z-80
- Cuatro contadores/temporizadores de 16 bits
- Cuatro canales DMA
- UART full duplex
- MMU con protección de memoria
- Interrupción de excepciones de entrada/salida
- Modo supervisor (instrucciones privilegiadas)
- Interrupción de excepciones para instrucciones ilegales
- Interrupción de excepciones para emulación de coprocesador
- Acceso a memoria en modo ráfaga
- Soporte para multiprocesamiento, con varios modos de configuración de los buses
- Soporte múltiples coprocesadores externos a través de una interfaz de comunicación acelerada
- Múltiples páginas de E/S, las cuales permiten dispositivos de E/S internos sin restricciones en el rango de direcciones de los puertos de E/S como en el eZ80, o sin conflictos con dispositivos existentes en la placa madre, como en el Z180.
- Aviso de desbordamiento de pila